# Otto I Kulawy
Otto I Kulawy (ur. ok. 1400 r., zm. między 27 maja a 1 czerwca 1446 r.) – książę Lüneburga od 1434 r. (do 1441 r. wraz z bratem Fryderykiem Pobożnym) z dynastii Welfów.

## Życiorys
Otto był najstarszym synem księcia Brunszwiku i Lüneburga Bernarda I oraz Małgorzaty, córki elektora saskiego Wacława. Tron w Lüneburgu objął po śmierci ojca wraz z młodszym bratem Fryderykiem. W 1441 r. zawarł układ z bratem, zgodnie z którym objął samodzielne rządy w Lüneburgu (zgoda brata była niezbędna tylko do tego typu czynności jak np. sprzedaż części księstwa). Zmarł w 1446 r. Nie pozostawił po sobie syna (jego żoną była Elżbieta z Everstein), jego następcą został brat Fryderyk.